# Fifth Dimension
Pour l’article ayant un titre homophone, voir The 5th Dimension.
Albums de The Byrds
Turn! Turn! Turn!
(1965) Younger Than Yesterday
(1967)
Singles
1. Eight Miles High
Sortie : 14 mars 1966
2. 5D (Fifth Dimension)
Sortie : 13 juin 1966
3. Mr. Spaceman
Sortie : 6 septembre 1966

Fifth Dimension est le troisième album du groupe américain The Byrds, paru en 1966.
Les Byrds sont alors à une époque charnière : le principal compositeur du groupe, Gene Clark, est parti (officiellement en raison de sa peur de l'avion, l'empêchant de participer aux tournées, sans doute également à cause de la pression quotidienne d'un groupe à succès) et les membres restant décident de poursuivre dans la voie psychédélique ouverte par le dernier single Eight Miles High. 
Aucune reprise de Bob Dylan ne figure sur le disque, contrairement aux deux premiers albums, où elles avaient fait la renommée du groupe. Les arpèges aériens de guitare 12 cordes laissent place aux influences du raga indien et dans une moindre mesure à celles du jazz de John Coltrane. Du côté des textes, les thèmes classiques de l'amour sont abandonnées au profit de considérations plus mystiques, voire futuristes (5D, Mr. Spaceman). Mais les Byrds restent profondément attachés à leurs racines folks comme en témoignent les adaptations de chansons traditionnelles du répertoire américain (Wild Mountain Thyme, John Riley). David Crosby commence à occuper la place laissée vacante par Gene Clark et se révèle un compositeur audacieux quoique encore hésitant.
L'album est cité dans l'ouvrage de référence de Robert Dimery Les 1001 albums qu'il faut avoir écoutés dans sa vie.
Une chanson de cet album I See You sera reprise en 1969 par le groupe Yes, sur leur premier disque Yes. Une autre de leur chanson Why présente sur la réédition du présent album, a été reprise par le groupe Tomorrow qui avait pour guitariste Steve Howe, qui serait plus tard membre du groupe Yes.

## Titres
| 1. | 5D (Fifth Dimension)           | Jim McGuinn                                                             | 2:33 |
| 2. | Wild Mountain Thyme            | traditionnel, arr. McGuinn, Chris Hillman, Michael Clarke, David Crosby | 2:30 |
| 3. | Mr. Spaceman (en)              | McGuinn                                                                 | 2:09 |
| 4. | I See You                      | McGuinn, Crosby                                                         | 2:38 |
| 5. | What's Happening?!?!           | Crosby                                                                  | 2:35 |
| 6. | I Come and Stand at Every Door | Nâzım Hikmet                                                            | 3:03 |

| 7.  | Eight Miles High                   | Clark, McGuinn, Crosby                              | 3:34 |
| 8.  | Hey Joe (Where You Gonna Go)       | Billy Roberts                                       | 2:17 |
| 9.  | Captain Soul                       | McGuinn, Hillman, Clarke, Crosby                    | 2:53 |
| 10. | John Riley                         | traditionnel, arr. McGuinn, Hillman, Clarke, Crosby | 2:57 |
| 11. | 2-4-2 Fox Trot (The Lear Jet Song) | McGuinn                                             | 2:12 |

| 12. | Why (version single)                                               | McGuinn, Crosby                                     | 2:59 |
| 13. | I Know My Rider (I Know You Rider)                                 | traditionnel, arr. McGuinn, Clark, Crosby           | 2:43 |
| 14. | Psychodrama City                                                   | Crosby                                              | 3:23 |
| 15. | Eight Miles High (version alternative enregistrée aux studios RCA) | Clark, McGuinn, Crosby                              | 3:19 |
| 16. | Why (version alternative enregistrée aux studios RCA)              | McGuinn, Crosby                                     | 2:40 |
| 17. | John Riley (instrumental)                                          | traditionnel, arr. McGuinn, Hillman, Clarke, Crosby | 3:08 |

Sur la piste 17, après la fin de l'instrumental John Riley, une piste cachée démarrant à 3:20 conclut le CD : une interview contemporaine des Byrds d'une dizaine de minutes.

## Musiciens
- Jim McGuinn : chant, guitare 6 & 12 cordes solo
- David Crosby : guitare rythmique, chant
- Chris Hillman : basse, chant
- Michael Clarke : batterie, harmonica sur Captain Soul

### Musiciens supplémentaires
- Gene Clark : chant sur Why, chant et tambourin sur Eight Miles High
- Van Dyke Parks : orgue sur 5th Dimension
- Allen Stanton  : arrangement des cordes sur Wild Mountain Thyme & John Riley